# Метод простоты Фробениуса
Тест простоты Фробениуса — вероятностный тест простоты натурального числа n. Тест простоты Фробениуса позволяет с наибольшей вероятностью определить простоту числа. Доказано, что для чисел меньших {\displaystyle 2^{60}} тест простоты Фробениуса выполняется всегда.

## История
Тест простоты Фробениуса был разработан Джоном Грантамом в 1996 году. Он основывается на одноименной теореме.
- Теорема Фробениуса: Пусть {\displaystyle n} — простое число, символ Якоби {\displaystyle \left({\frac {a}{n}}\right)=-1} и {\displaystyle z} принадлежит {\displaystyle Z_{n}({\sqrt {c}})}, тогда выполняется равенство {\displaystyle z^{n}\ mod\ n={\bar {z}}}, где {\displaystyle Z_{n}({\sqrt {c}})} — это поле Галуа из {\displaystyle n^{2}} элементов. Доказательство этого утверждения здесь рассматриваться не будет, поскольку это требует достаточно громоздких вычислений, целесообразнее смотреть их в оригинальной статье.[1]
- Так же существует гипотеза Фробениуса, которая утверждает, что псевдопростых чисел по Фробениусу не существует. Другими словами, тест Фробениуса никогда не ошибается.

## Квадратичные иррациональности
Для более четкого понимания алгоритма теста простоты Фробениуса рассмотрим такое понятие как квадратичные иррациональности и их свойства. Квадратичной иррациональностью будем называть число {\displaystyle z=a+b{\sqrt {c}}}, где {\displaystyle a,b,c} — целые числа, причем {\displaystyle c} свободно от квадратов. Сопряженным числом будет являться число вида {\displaystyle {\bar {z}}=a-b{\sqrt {c}}}. Так же делением по модулю {\displaystyle n} определим операцию {\displaystyle z{\bmod {n}}=(a{\bmod {n}})+(b{\bmod {n}}){\sqrt {c}}}.
Норму квадратичной иррациональности определим как целое число {\displaystyle N(z)=z{\overline {z}}=a^{2}-b^{2}c}.

### Свойства
1. Сопряжение мультипликативно: {\displaystyle {\overline {z_{1}z_{2}}}={\overline {z_{1}}}{\overline {z_{2}}}}
2. Норма мультипликативна: {\displaystyle N(z_{1}z_{2})=N(z_{1})N(z_{2})}
3. {\displaystyle N(z{\bmod {n}})=N(z){\bmod {n}}}

### Пример
- Пусть {\displaystyle z=1+{\sqrt {3}}}, тогда {\displaystyle {\overline {z}}=1-{\sqrt {3}}}.
- Норма {\displaystyle N(z)=N({\overline {z}})=-2}.
- Вычислим, например, {\displaystyle z^{11}=31648+18272{\sqrt {3}}}.
- Норма будет равна {\displaystyle N(z^{11})=-2048=(-2)^{11}}. Видим, что данное равенство удовлетворяет свойству мультипликативности нормы.
- Также вычислим {\displaystyle z^{11}{\bmod {\ }}15}. Легко проверить, что это будет равно {\displaystyle 13+2{\sqrt {3}}}.

## Алгоритм Фробениуса
В общем смысле вероятностный тест простоты Фробениуса нечетного натурального числа n заключается в подборе таких квадратичных иррациональностей вида {\displaystyle z=a+b*{\sqrt {c}}}, что a, b, c взаимно просты с n и выполняются условия:
- {\displaystyle a^{2}-b^{2}*c\neq (0,1)\mod n}
- Символ Якоби {\displaystyle jacobi(c/n)=-1}.

Тогда если {\displaystyle z^{n}\equiv {\bar {z}}\mod n}, то число n скорее всего простое.
Как и в других вероятностных тестах для повышения надежности можно было бы потребовать выполнить этот тест для нескольких пар чисел a и b,
но это излишне. Поэтому в дальнейшем будем рассматривать упрощенный принцип работы алгоритма теста простоты Фробениуса.
- Пусть n – нечетное натуральное число, свободное от квадратов.
- Обозначим через c наименьшее среди чисел [-1,2,3,5,7,11,...] такое, что символ Якоби {\displaystyle jacobi(c/n)=-1}.
- Если {\displaystyle c\leq 2}, то положим {\displaystyle z=2+{\sqrt {c}}}, иначе {\displaystyle z=1+{\sqrt {c}}}.
- Определение: назовем число n простым по Фробениусу, если {\displaystyle z^{n}\equiv {\bar {z}}\mod n}.
- Назовем число псевдопростым по Фробениусу, если оно составное, но просто по Фробениусу.

На данный момент неизвестно ни одного числа, псевдопростого по Фробениусу, причем доказано, что таких чисел нет среди меньших {\displaystyle 2^{60}}.

### Примеры
Пример 1:
- Первый шаг: Пусть {\displaystyle n=19}. Тогда {\displaystyle c=-1}, следовательно {\displaystyle z=2+i} и {\displaystyle {\bar {z}}=2-i}.
- Второй шаг: {\displaystyle z^{n}\equiv (2+i)^{19}\equiv -3565918+2521451*i}.
- Третий шаг: {\displaystyle z^{n}\ mod\ n\equiv (2-i)\mod n\equiv {\bar {z}}}.
- Вывод: {\displaystyle n=19} — простое число.

Пример 2:
- Первый шаг: Пусть {\displaystyle n=33}. Тогда {\displaystyle c=-1}, следовательно {\displaystyle z=2+i} и {\displaystyle {\bar {z}}=2-i}.
- Второй шаг: {\displaystyle z^{n}\equiv (2+i)^{33}\equiv -313245345598+135250416961*i}.
- Третий шаг: {\displaystyle z^{n}\ mod\ n\equiv (2+22*i)\mod n\neq {\bar {z}}}.
- Вывод: {\displaystyle n=33} — составное число.

Пример 3:
- Первый шаг: Пусть {\displaystyle n=17}. Тогда {\displaystyle c=3}, следовательно {\displaystyle z=1+{\sqrt {3}}} и {\displaystyle {\bar {z}}=1-{\sqrt {3}}}.
- Второй шаг: {\displaystyle z^{n}\equiv (1+{\sqrt {3}})^{17}\equiv 13160704+7598336*{\sqrt {3}}}.
- Третий шаг: {\displaystyle z^{n}\ mod\ n\equiv (1-{\sqrt {3}})\mod n\equiv {\bar {z}}}.
- Вывод: {\displaystyle n=17} — простое число.

## Применение в криптографии
Многие криптосистемы требуют построения сильных простых чисел. Так как вероятность ошибки теста простоты Фробениуса составляет {\displaystyle 7710^{-1}}, причем при выборе случайных a и b в квадратичных иррациональностях k раз вероятность ошибки уменьшается до {\displaystyle 7710^{-k}}. Доказано, что для чисел вида {\displaystyle n\equiv 1\mod 4} вероятность ошибки составляет {\displaystyle 2^{-17}}. Это позволяет использовать тест простоты Фробениуса в качестве одного из базовых тестов для построения достоверно простых чисел, использующихся в криптографических приложениях и требующих повышенной стойкости.